# 고란 블라오비치
고란 블라오비치(크로아티아어: Goran Vlaović, 1972년 8월 7일, 유고슬라비아 노바그라디스카 ~ )는 크로아티아의 전 축구 선수이며, 포지션은 스트라이커였다.
그는 유로 96에서는 터키를, 1998 프랑스 월드컵에서는 독일을 상대로 득점을 기록했었다.

## 수상
디나모 자그레브
- 1992-93 프르바 HNL 우승
- 1993-94 크로아티아 컵 우승

 레알 마드리드
- 1998년 UEFA 인터토토컵 우승
- 1998-99 코파 델 레이 우승
- 1999년 수페르코파 데 에스파냐 우승

 파나티나이코스
- 2003-04 수페르리가 엘라다 우승
- 2003-04 그리스 컵 우승

 크로아티아
- 1998년 FIFA 월드컵 3위

개인
- 프르바 HNL 득점왕 : 1992-93, 1993-94